# Дамік-ілішу II
Дамік-ілішу II — цар Країни Моря, правив у  XVII столітті до н. е.
Вів війну з царем Вавилону Аммі-Дітаною, який захопив і зруйнував фортецю, побудовану Дамік-Ілішу II (бл. 1647 до н. е.) .